# Święty spokój
Święty spokój – album Maryli Rodowicz nagrany z grupą Gang Marcela wydany w 1982 roku nakładem wytwórni Polskie Nagrania „Muza”.

## Lista utworów
Strona 1
1. „Święty spokój” (S.Krajewski, M.Czapińska) – 4:00
2. „Hej, żeglujże, żeglarzu” (J.K.Pawluśkiewicz, pios.kaszubska XVII w.) – 4:25
3. „Wielki trójżaglowiec” (J.Mikuła, W.Młynarski) – 4:25
4. „Pejzaż horyzontalny” (J.K.Pawluśkiewicz, W.Dymny) – 2:37
5. „Powiadają, żem jest ładna” (K.Gaertner, M.Goraj) – 4:25

Strona 2
1. „Sama chciała” (S.Krajewski, A.Osiecka) – 3:05
2. „Głowisia” (K.Gaertner, W.Jagielski) – 4:25
3. „Fruwa twoja marynara” (W.Młynarski) – 3:23
4. „Baba blues” (P.Kałużny, S.Friedman) – 3:55
5. „Bierz mnie” (K.Gaertner, W.Jagielski) – 4:40

## Twórcy

### Muzycy
- Adam Lewandowski – perkusja
- Marek Stefankiewicz – fortepian
- Tomasz Bielski – string
- Arkadiusz Żak – gitara basowa
- Ryszard Sygitowicz – gitara elektryczna
- Jerzy Czekalla – gitara elektryczna
- Andrzej Kleszczewski – kierownictwo muzyczne, gitara akustyczna
- Florian Ciborowski – skrzypce, flet, banjo, harmonijka ustna
- Wojciech Kamiński – fortepian, oprac. instr. „Fruwa twoja marynara”

Muzycy towarzyszący
- Gang Marcela – chórki

### Personel
- Krystyna Urbańska – reżyser nagrania
- Maria Olszewska – operator dźwięku
- Jakub Erol – projekt graficzny
- Renata Pajchel – foto